# Nhạc nước nghệ thuật
Nhạc nước nghệ thuật là hệ thống đài phun nước được thiết kế và lập trình phun nước theo nhạc, điều khiển màu đèn chiếu sáng theo nhạc. Đây là hệ thống đài phun nước có thiết kế và công nghệ hiện đại nhất hiện nay, thường được lắp đặt tại các địa điểm, vị trí trung tâm với mục đích trang trí cảnh quan và ngoài ra còn thu hút, thúc đẩy khách tham quan du lịch.

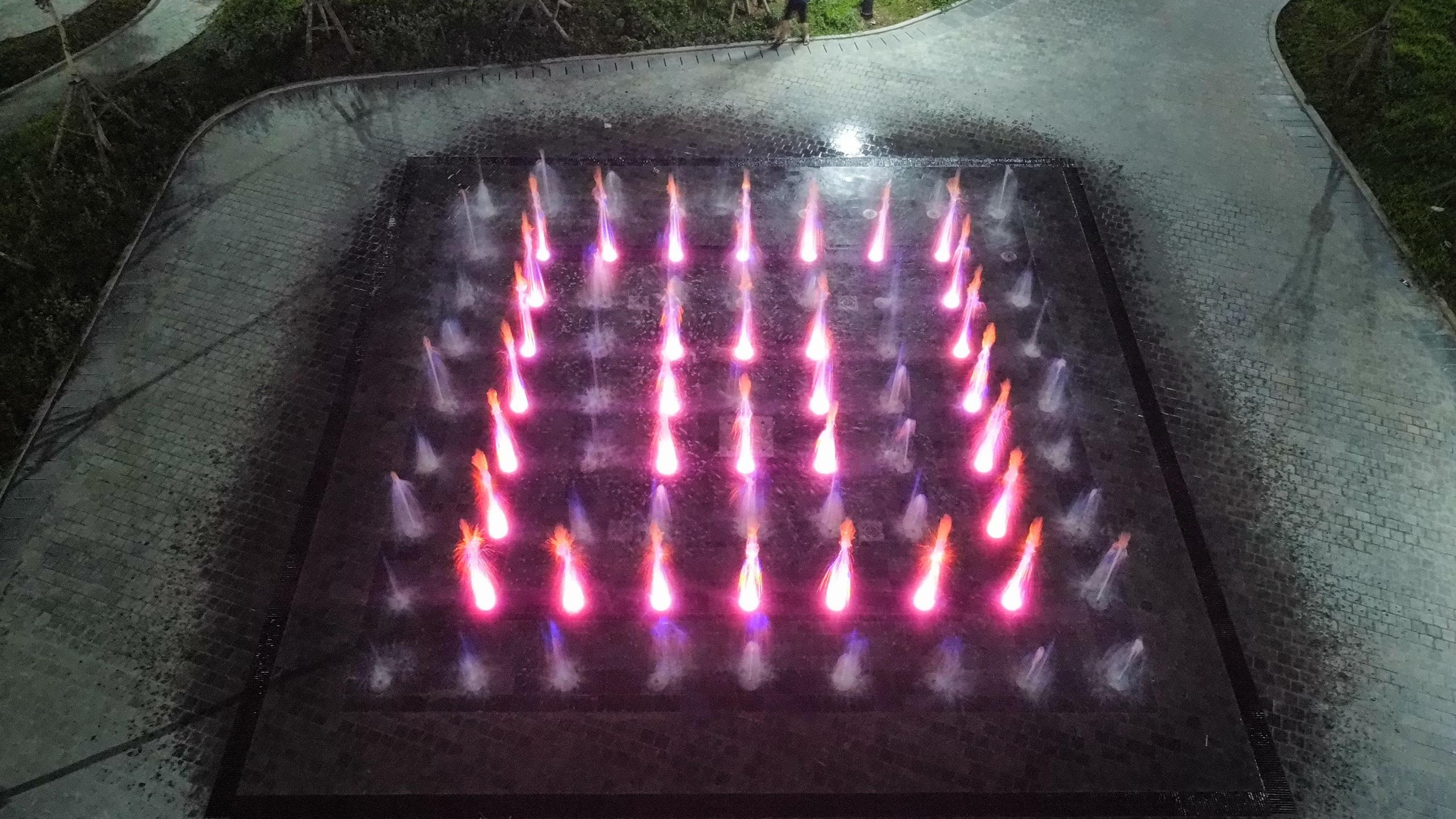
Một hệ thống sàn nhạc nước dạng ma trận

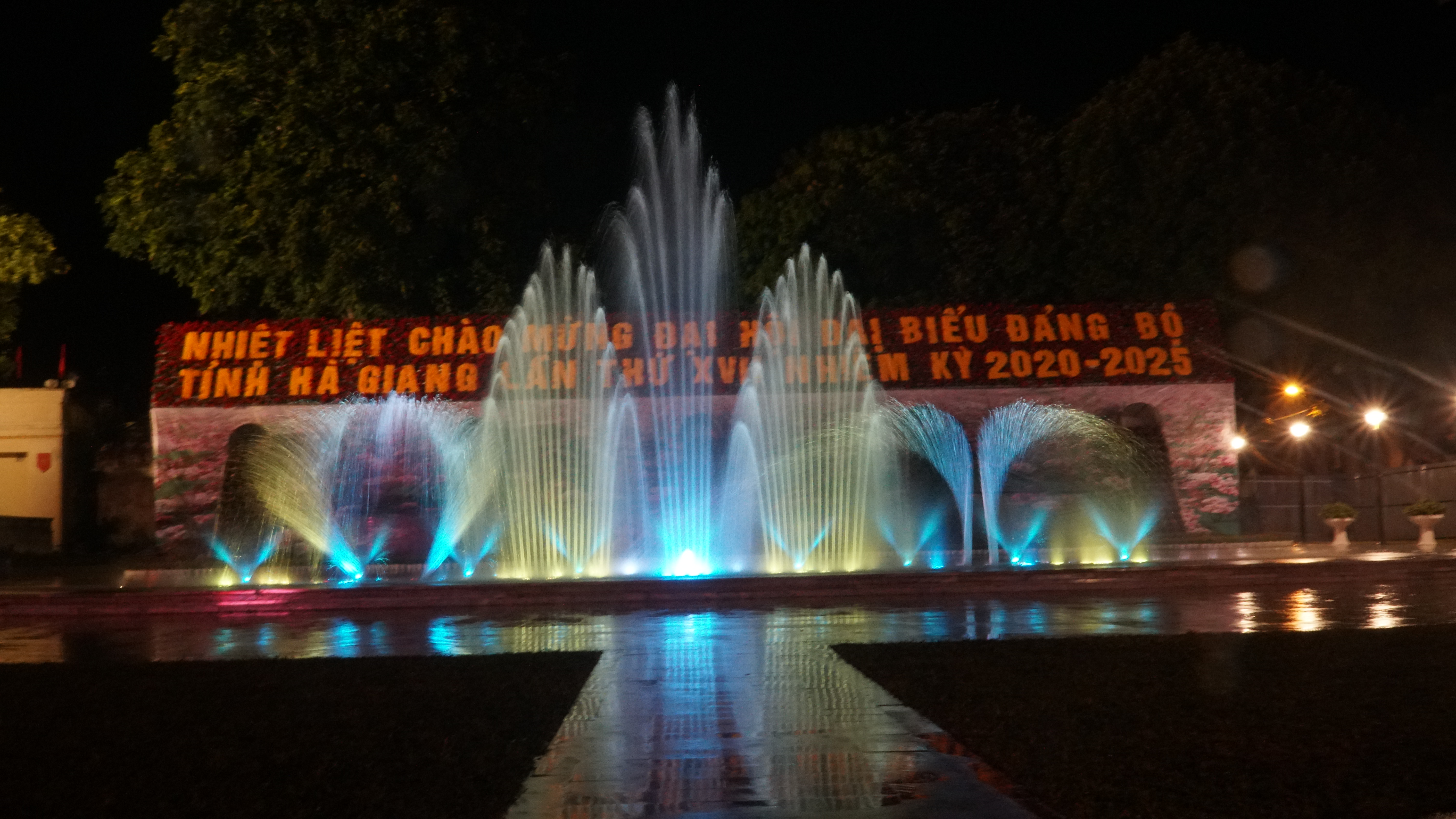
Nhạc nước tại quảng trường 26/3 TP Hà Giang

Khác với các đài phun nước thông thường, khi xem trình diễn nhạc nước, bạn sẽ được thưởng thức cả về phần nhìn và phần nghe. Các hiệu ứng phun nước đẹp mắt di chuyển theo điệu nhạc sẽ mang đến những trải nghiệm rất thú vị.
Thông thường hệ thống nhạc nước sẽ hoạt động theo một khung thời gian nhất định trong ngày, một show trình diễn có khoảng thời gian từ 10 tới 15 phút. Có những show được xem miễn phí và có show sẽ phải trả phí để được vào xem.
Một số công trình nhạc nước nghệ thuật nổi tiếng trên thế giới và là điểm đến du lịch của du khách như Đài phun nước Dubai, Nhạc nước tại khách sạn Bellagio... 
Hay tại Việt Nam có thể đến xem miễn phí các show nhạc nước tại khu đô thị Vinhomes Times City, Nhạc nước phố đi bộ Nguyễn Huệ, Nhạc nước phố đi bộ TP Vinh, Nhạc nước tại các quảng trường như Võ Nguyên Giáp - Hồng Ngự, Quảng trường 26/3 Hà Giang...